# Davam grandes passeios aos domingos
Davam grandes passeios aos domingos é uma novela de José Régio publicada em 1941. É uma das obras mais relevantes do autor.
José Régio nasceu em 1901, em Vila do Conde, Portugal, e morreu na mesma cidade em 1969. Ele foi estudante na Universidade de Coimbra e em 1925 publicou uma de suas obras principais, Poemas de Deus e do Diabo. Régio continuou trabalhando e escrevendo até 1966, quando terminou sua última obra, A Velha Casa, uma série de cinco novelas; trabalhou como professor em uma escola secundária no Porto e em Portalegre, ao mesmo tempo em que escrevia e contribuía para a literatura portuguesa. Sua produção literária concentrou-se em poesia, contos e ensaios, além de incluir contribuições para as artes plásticas (2). Suas obras enfatizam a construção de personagens, a exploração do bem e do mal, a introspecção, a alienação humana em relação ao mundo natural e a busca pelo absoluto ou pelo divino (1 e 2). 
A novela Davam Grandes Passeios aos Domingos centra-se na personagem Rosa Maria, destacando sua introspecção e sua alienação em relação ao mundo após mudar-se para viver com sua tia, depois da morte de sua mãe. Assim, José Régio explora a dinâmica social de como diferentes gerações da burguesia falam e interagem, enquanto também revela como o comportamento e as expressões das mulheres dessa época são moldados pelas fronteiras sociais estritas da sociedade burguesa. Comparada à história de Cinderela, a narrativa de Rosa Maria explora a psicologia de uma mulher pobre, órfã e complexa dentro da trama de Davam Grandes Passeios aos Domingos.

## Enredo
A protagonista da novela é Rosa Maria, uma órfã que foi morar com sua família abastada - mais especificamente com sua tia Alice, os primos Fernando e La-Lá, e a idosa tia Vitória. Nesta história, o leitor acompanha o sofrimento de Rosa Maria por não se sentir vista como igual dentre os mais abonados, e também pelas limitações impostas por ser mulher. A certo ponto da novela, tia Vitória veste e maquia Rosa Maria para um baile onde a moça acaba se destacando por sua beleza. Todos os olhos estão postos nela; no entanto, para as mulheres ela se converte em uma inimiga e uma ameaça ao sistema por atrair a atenção dos jovens endinheirados da região. Aos olhos da burguesia ela não merece ter essa atenção, tanto por sua condição financeira precária como por já ter passado da idade “ideal”. 
Rosa Maria sofre internamente pela perda dos pais, e mesmo tendo o amparo dos familiares ela nunca se sente totalmente acolhida. A solidão a acompanha desde o início da novela. Rosa Maria vive dentro de seus pensamentos mesmo que ela participe da vida cotidiana, sendo encarregada de ensinar piano e “lavores domésticos” à prima Lalá.  
Depois da experiência do baile e toda a animosidade que percebe por parte das mulheres (inclusive da própria prima), Rosa Maria cai doente e durante a enfermidade (que dura cerca um mês), ela pensa em suicidar-se, mas o medo a impede. “Lembrou-se que não poderia não morrer, ficando a sofrer toda a vida ou ter dores insuportáveis antes de tudo acabar”(98-101). O período de doença/convalescença é de intensa reflexão e leva-a a uma percepção desiludida de sua condição e falta de prospectos na sociedade. 
No final da novela, a protagonista pensa que era melhor ter uma vida mais simples e ser pobre junto a sua mãe do que a vida confortável mas aprisionante que leva na casa da tia. Ela distrai-se com os livros da casa: “Eram amizades dos seus olhos. Belos passeios pelo Portoalegre, para dar aos domingos…! 'Davam grandes passeios aos domingos'”( 114). O título mesmo da novela é incluído nestas últimas páginas, como passagem de um livro que ela lia e que a fazia imaginar uma existência mais livre e feliz. 

## Temas

### A condição feminina
Um tema principal tratado pela novela é a condição da mulher na sociedade da época. Davam Grandes Passeios aos Domingos explora os papéis de gênero e a posição da mulher na sociedade portuguesa de meados do século XX, destacando as limitações impostas pelas expectativas tradicionais. Ao longo da história, o leitor vê através dos diálogos as normas estritas de como a mulher devia apresentar-se, com idade certa para buscar casamento, condições financeiras que lhe permitissem circular em certos meios, e beleza exterior. A mulher devia se encaixar nas normas sociais da época, e para Rosa Maria, “num mundo dominado pelas aparências,” ela “será aquela que nunca se submeterá a uma regulação simbólica estruturada a partir do eixo do parecer, asfixiando o eixo do ser”. A representação das personagens femininas por José Régio enfatiza sua luta por autonomia dentro de um sistema patriarcal, desafiando as normas de gênero convencionais.

### Busca por identidade
Rosa Maria personifica a luta pela autenticidade, um tema central na obra de José Régio e no movimento presencista que ele ajudou a fundar. Sua introspecção e resistência às normas da casa de tia Alice revelam um desejo de afirmar sua individualidade em um ambiente que a sufoca. O crítico Eduardo Lourenço observa que, em novelas como Davam Grandes Passeios aos Domingos, Régio explora a tensão da alma que busca ser fiel a si mesma contra as imposições do mundo'. Esse conflito interior da protagonista reflete a preocupação do autor com a identidade pessoal em um contexto social restritivo.

### Desigualdade social
A limitação de Rosa Maria vem de suas condições sociais desfavoráveis. É órfã, tendo morrido o pai enquanto ela era ainda jovem. Por muitos anos, ela e a mãe viviam de trabalhos de costura e de “esmolas mal disfarçadas” dos antigos conhecidos do defunto. Mesmo tendo recebido uma educação abrangente, e possuindo uma inteligência apurada, Rosa Maria é excluída da consideração de classes sociais mais altas por vir de uma família pobre. O capital cultural que ela exibe não diminui a discriminação que recebe por conta da indignidade da sua classe social. Ela lamenta a injustiça da condição de mulheres da classe baixa numa conversa com sua tia no desfecho do livro: “– Se os homens encontram uma rapariga como tu… educada… bonita… mas sem meios... – Pois é! É isso mesmo. Quando são novos e ricos, não a querem senão para amante. Compram-na, às vezes, quando são ricos e velhos.” (110-111). Por causa das estruturas sociais, era muito difícil as mulheres conseguirem qualquer mobilidade social. A novela retrata uma época em que as qualidades humanas de nobreza e bondade eram associadas com a classe nobre, enquanto a condição econômica da classe pobre era considerada um reflexo duma penúria de alma (Viçoso, 81). Em Davam grandes passeios aos domingos, José Régio faz uma crítica afiada dessa mentalidade na maneira negativa com que retrata as personagens da alta burguesia. 

Rosa Maria enfrenta uma grande mudança de classe social, indo de uma família pobre para o lar de uma família rica. Apesar da riqueza material, a protagonista se encontra dentro de um ambiente moralmente empobrecido e emocionalmente estéril, encapsulada em ciclos de futilidade e tédio. Os jovens, como o primo Fernando e o herdeiro de fazendas Chico Paleiros, ocupam-se com vícios superficiais como bebidas e flertes efêmeros, enquanto mulheres como Lá-Lá reduzem-se a objetos de desejo, disputando atenção masculina em jogos de vaidade. Ainda assim, a hipocrisia de gênero impera: as mulheres são aprisionadas a padrões de "pureza" e beleza, enquanto os homens, como Chico Paleiros, agem com impunidade em comportamentos imorais, como o assédio, que mostra uma estrutura social cheia de desigualdades e corrói qualquer traço de autenticidade ou conexão humana.